# 生きるとか死ぬとか父親とか
『生きるとか死ぬとか父親とか』（いきるとかしぬとかちちおやとか）はジェーン・スーによるエッセイ。文芸雑誌『波』（新潮社）2016年3月号から2017年8月号まで連載され、2018年5月18日に刊行された。決して楽しい記憶ばかりではない、母との出会い、全財産の喪失、そして他の女性の影など父への愛憎や家族の表裏を描く、普遍にして特別な家族の物語。
2021年4月、吉田羊と國村隼のW主演でテレビドラマ化。

## 収録作品
1. この男、肉親につき
2. 男の愛嬌
3. 結核男とダビデの星
4. サバランとミルフィーユ
5. ファミリー・ツリー
6. 不都合な遺伝子
7. 戦中派の終点とブラスバンド
8. 七月の焼茄子
9. それぞれの銀座
10. ミニ・トランプ
11. 東京生まれの東京知らず
12. H氏のこと
13. 二人にしかわからないこと
14. 商売は難しい
15. ステーキとパナマ帽
16. 騙すとか騙されるとか
17. ここにはいない人
18. ふたたびの沼津
19. 真っ赤なマニキュア
20. 予兆
21. はんぶんのおどり
22. 小石川の家 I
23. 小石川の家 II
24. いいニュースと悪いニュース
25. 似て非なる似た者同士
26. 父からの申し次ぎ

## 書誌情報
- ジェーン・スー 『生きるとか死ぬとか父親とか』
  - 単行本：2018年5月18日発売、新潮社、ISBN 978-4-10-351911-9
  - 文庫本：2021年3月01日発売、新潮文庫、ISBN 978-4-10-102541-4

## テレビドラマ
2021年4月10日（9日深夜）から6月26日まで毎週土曜 0時12分 - 0時52分（金曜深夜）にテレビ東京系「ドラマ24」で放送された。主演は吉田羊と國村隼。

### キャスト
- 蒲原トキコ（現在） - 吉田羊
- 蒲原哲也（トキコの父） - 國村隼
- 蒲原トキコ（20代） - 松岡茉優[7][8]
- トキコの母（回想） - 富田靖子[9][10]
- 東七海（TBXアナウンサー）- 田中みな実
- 今西（トキコの担当編集者） - DJ松永[11][12]
- 中崎（ラジオディレクター） - オカモト"MOBY"タクヤ[11][12]
- 近田純（編成作家） - 森本晋太郎[11][12]
- 遠山（ラジオ音響） - ヒコロヒー[11][12]

### ゲスト
第2話
- バーバ（トキコの叔母）- 松金よね子（第10話）
- 滝沢さん（バーバの生徒） - 相築あきこ

第3話
- 平子祐希（本人役）- 平子祐希（アルコ&ピース、友情出演）
- 栗島ミナミ（トキコの友人） - 石橋けい（第7話）
- 北野カオリ（トキコの友人） - 中村優子（第7話）

第4話
- 岩井勇気（本人役）- 岩井勇気（ハライチ、友情出演）
- 配達員（店を教える人） - 川瀬陽太

第5話
- 沼田（哲也のかつての友人） - 菅原大吉

第6話
- ケイコ（トキコの伯母）  - 三林京子
- エミコ（トキコの従姉）  - 渡辺真起子

第8話
- 青柳タツヤ（トキコの元パートナー） - 岩崎う大（かもめんたる）
- 佐久間宣行
- 島田一輝（テレビ東京アナウンサー）
- 池谷実悠（テレビ東京アナウンサー）
- 田中瞳（テレビ東京アナウンサー）

第10話
- 「あの人」/小滝さち子（哲也の愛人） - 内田慈
- 木下（看護師） - 福田麻由子
- 松本（医師） - 大槻修治

第11話
- 北野カオリ（トキコの友人・20代） - 大友花恋
- 栗島ミナミ（トキコの友人・20代） - さいとうなり

### スタッフ
- 原作 - ジェーン・スー 『生きるとか死ぬとか父親とか』（新潮社）
- 監督 - 山戸結希（シリーズ構成）、菊地健雄
- 脚本 - 井土紀州
- OP主題歌 - 高橋優「ever since」（unBORDE / Warner Music Japan） [13][14]
- ED主題歌 - ヒグチアイ「縁（ゆかり）」（ポニーキャニオン）[15][16]
- 音楽 - Vampillia
- 医療監修 - 堀エリカ
- チーフプロデューサー - 阿部真士（テレビ東京）
- プロデューサー - 佐久間宣行、祖父江里奈（テレビ東京）、半田健（オフィスアッシュ）、平林勉（AOI Pro.）
- 制作 - テレビ東京、オフィスアッシュ
- 製作著作 - 『生きるとか死ぬとか父親とか』製作委員会

### 放送日程
| 話数   | 放送日  | サブタイトル          | ラテ欄                                 | 脚本     | 監督              |
| ------ | ------- | --------------------- | -------------------------------------- | -------- | ----------------- |
| 第1話  | 4月10日 | 結婚とか 独り身とか   | 独身娘&奔放な父 デコボコ愛憎物語       | 井土紀州 | 山戸結希          |
| 第2話  | 4月17日 | 老いるとか 思い出とか | 独身貫いたバリキャリ女性の潔い最期     | 井土紀州 | 山戸結希          |
| 第3話  | 4月24日 | 美容とか 見た目とか   | 男の美容!? 70過ぎてもシミを取りたい    | 井土紀州 | 菊地健雄          |
| 第4話  | 5月01日 | 時代とか 東京とか     | 昭和の記憶 銀座グルメと父語る恋の話    | 井土紀州 | 菊地健雄          |
| 第5話  | 5月08日 | 嫉妬とか 愛情とか     | 父に怪文書 癒しの動物園で失言連発      | 井土紀州 | 菊地健雄          |
| 第6話  | 5月15日 | 子供とか 夫婦とか     | 子が出来ぬ 母を泣かせた父の罪          | 井土紀州 | 菊地健雄          |
| 第7話  | 5月22日 | 不倫とか 友情とか     | 不倫する友&される友 隠された秘密の関係 | 井土紀州 | 山戸結希 菊地健雄 |
| 第8話  | 5月29日 | 恋人とか キャリアとか | 若さと美貌が全て!? 30代女子アナの闇    | 井土紀州 | 山戸結希 菊地健雄 |
| 第9話  | 6月05日 | 過去とか 娘とか       | 父母の入院 “赤い花の女”の影が迫る      | 井土紀州 | 山戸結希 菊地健雄 |
| 第10話 | 6月12日 | 母親とか 懇願とか     | 許せない! 父の入院に通う愛人と対決     | 井土紀州 | 山戸結希 菊地健雄 |
| 第11話 | 6月19日 | 不在とか 崩壊とか     | 暴かれる謎 押し入れに隠した母の秘密    | 井土紀州 | 山戸結希 菊地健雄 |
| 最終話 | 6月26日 | 生きるとか 死ぬとか   | 母の包丁 つなぐ親子の絆と父の遺言      | 井土紀州 | 山戸結希 菊地健雄 |

### トッキーとヒトトキ
劇中では蒲原トキコと東七海が出演するTBXラジオの人生相談番組『トッキーとヒトトキ』が放送されている。スーがパーソナリティを務めていたTBSラジオ『週末お悩み解消系ラジオ ジェーン・スー相談は踊る』がモチーフになっている。2021年5月29日には、TBSラジオで実際のラジオ番組として放送され、リスナーからの相談も募集した。
番組のスポンサーには、本ドラマで作った『トッキーとヒトトキ』のロゴが浅田飴に似ていたので、その縁から『株式会社浅田飴』が参加した。
パーソナリティー
- 蒲原トキコ - 吉田羊
- 東七海（TBXアナウンサー） - 田中みな実（元TBSテレビアナウンサー）

ゲスト
- ジェーン・スー（著者、『ジェーン・スー 生活は踊る』パーソナリティー）

| テレビ東京系 ドラマ24                                               | テレビ東京系 ドラマ24                                  | テレビ東京系 ドラマ24                            |
| 前番組                                                              | 番組名                                                 | 次番組                                           |
| ------------------------------------------------------------------- | ------------------------------------------------------ | ------------------------------------------------ |
| バイプレイヤーズ 〜名脇役の森の100日間〜 （2021年1月9日 - 3月27日） | 生きるとか死ぬとか父親とか （2021年4月10日 - 6月26日） | 孤独のグルメ Season9 （2021年7月10日 - 9月25日） |